# Остречье (озеро)
Остречье — пресноводное озеро на территории Чёбинского сельского поселения Медвежьегорского района Республики Карелии.

## Общие сведения
Площадь озера — 2,7 км². Располагается на высоте 128,9 метров над уровнем моря.
Форма озера лопастная, продолговатая: оно почти на три километра вытянуто с севера на юг. Берега изрезанные, каменисто-песчаные, местами заболоченные.
Из южной оконечности озера вытекает безымянная протока, впадающая с левого берега в реку Кумсу, в свою очередь впадающую в Онежское озеро.
В озере расположено не менее трёх безымянных островов различной площади.
На западном берегу водоёма располагается одноимённая деревня, через которую проходит автодорога местного значения 86К-165 («Чёбино — Паданы — Шалговаара — Маслозеро»).
Код объекта в государственном водном реестре — 01040100611102000018756.

## Панорама

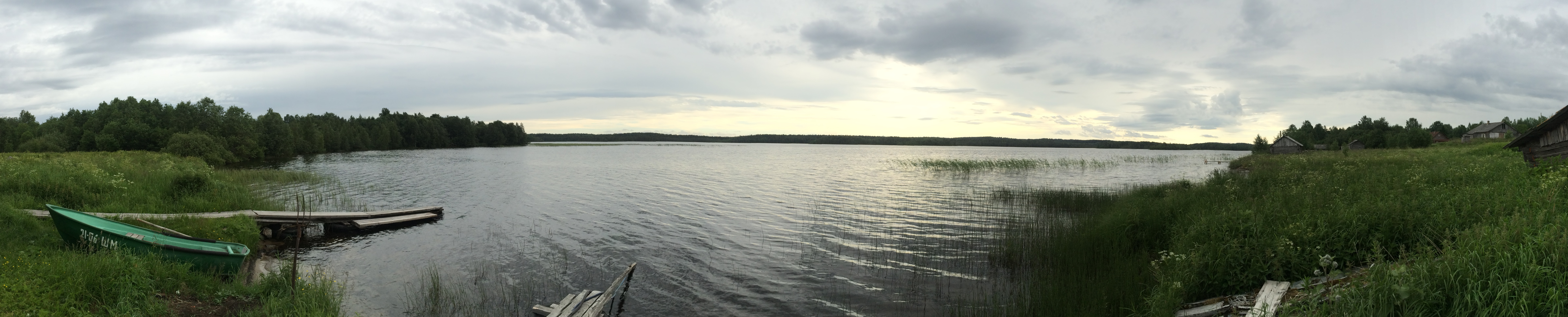
Панорама